# 305 Gordonia
305 Gordonia este un asteroid din centura principală, descoperit pe 16 februarie 1891, de Auguste Charlois.